# Bromus racemosus
Il forasacco palustre (Bromus racemosus L., 1762) è una pianta angiosperma monocotiledone appartenente alla famiglia delle Poacee (o Gramineae, nom. cons.).

## Etimologia
Il nome generico (bromus) deriva dalla lingua greca ed è un nome antico per l'avena. L'epiteto specifico (racemosus) indica una infiorescenza di tipo racemoso (le spighette sono disposte in racemi o pannocchie contratte).
Il nome scientifico della specie è stato definito da Linneo (1707 – 1778), biologo svedese considerato il padre della moderna classificazione scientifica degli organismi viventi, nella pubblicazione "Species Plantarum, Edition 2" (Sp. Pl., ed. 2. 1: 114) del 1762.

## Descrizione

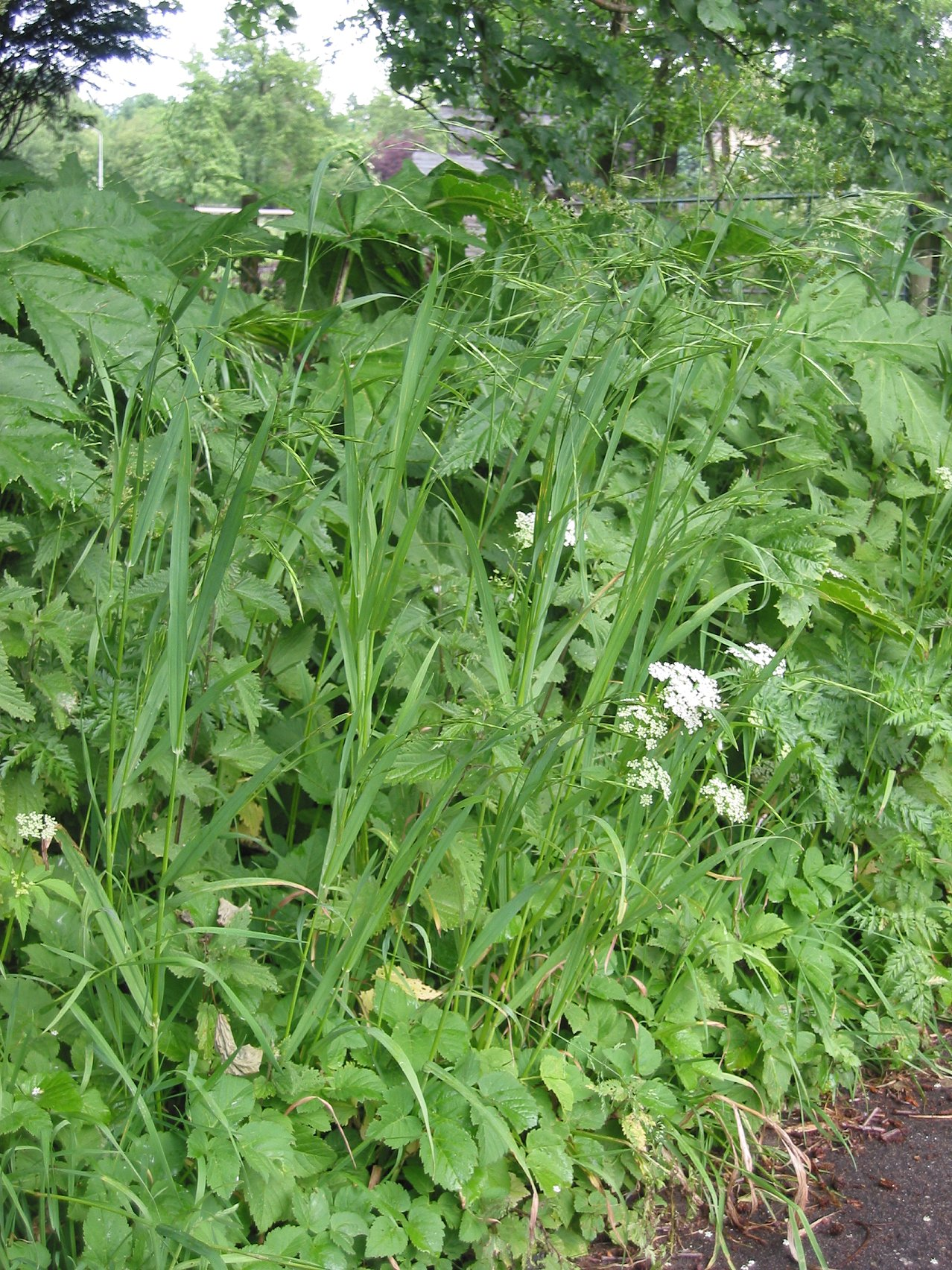
Il portamento

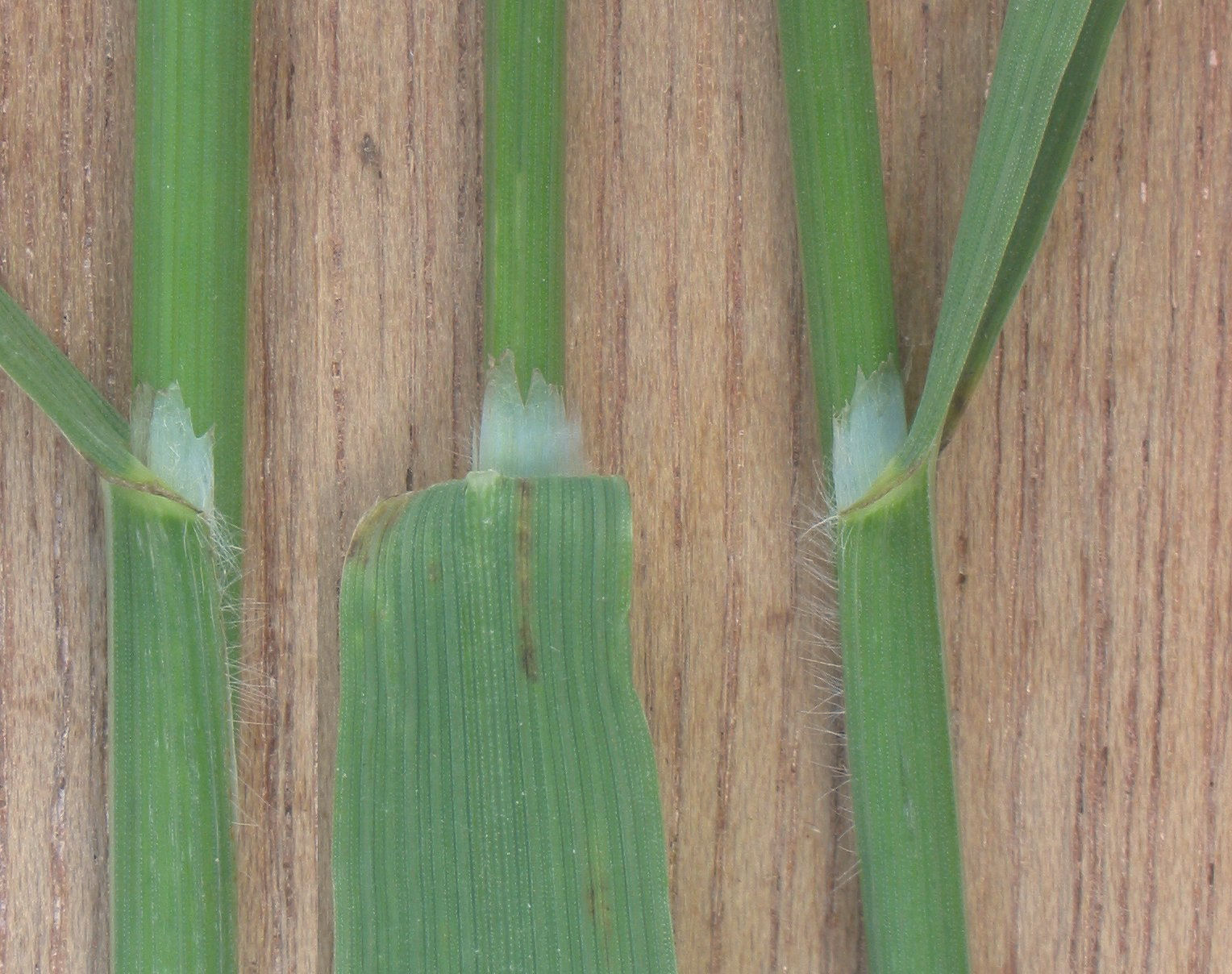
Le foglie

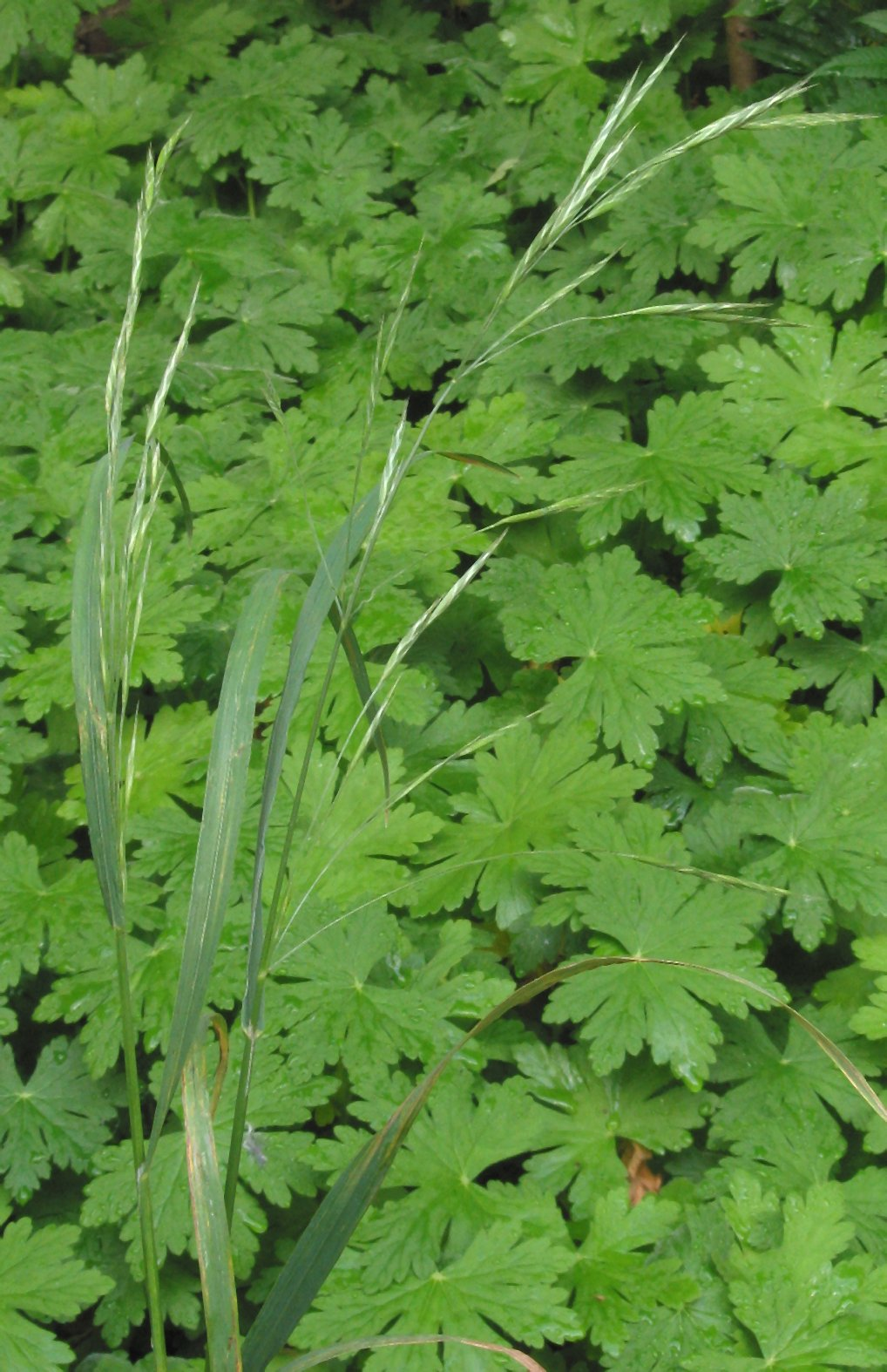
Infiorescenza

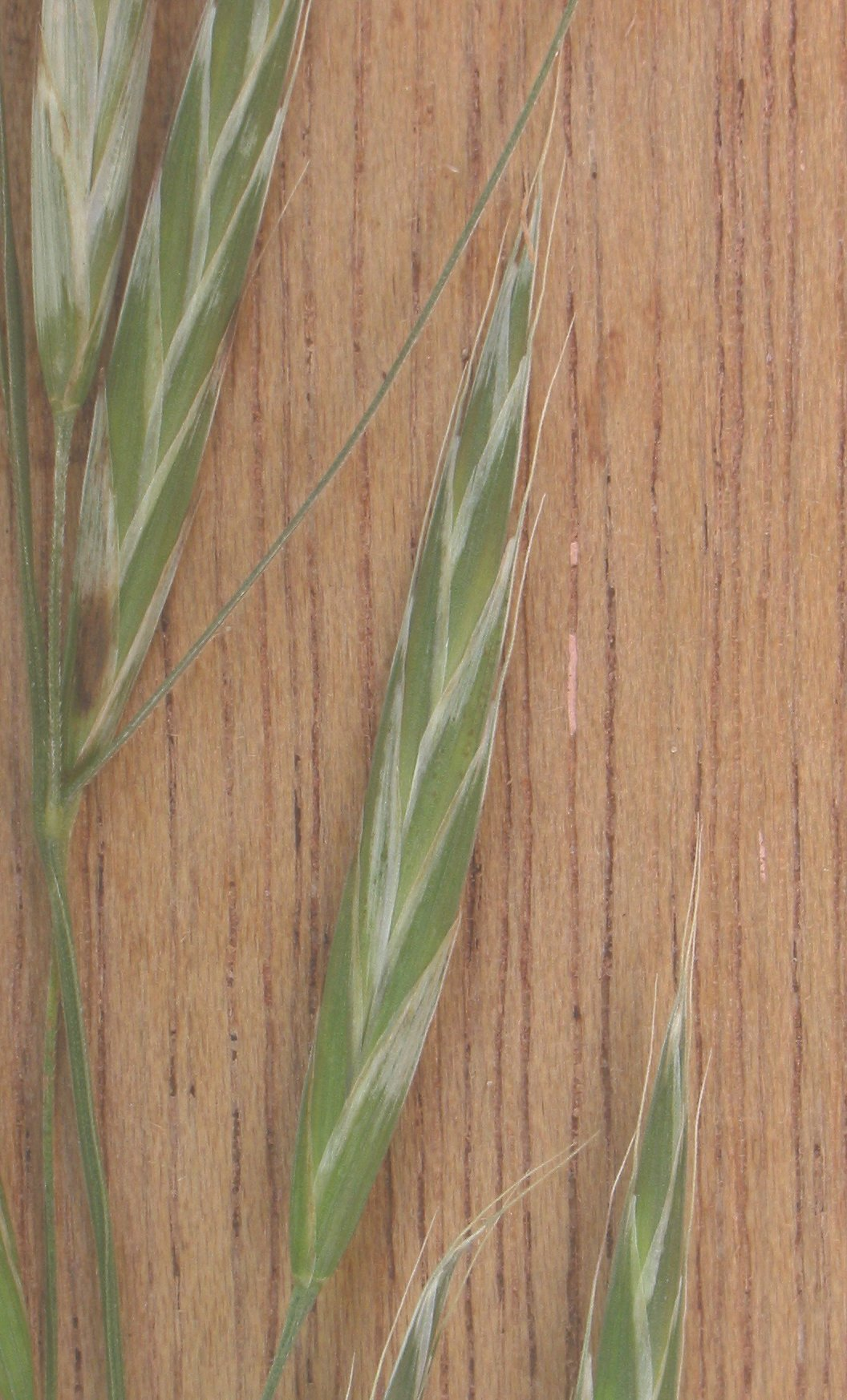
I fiori

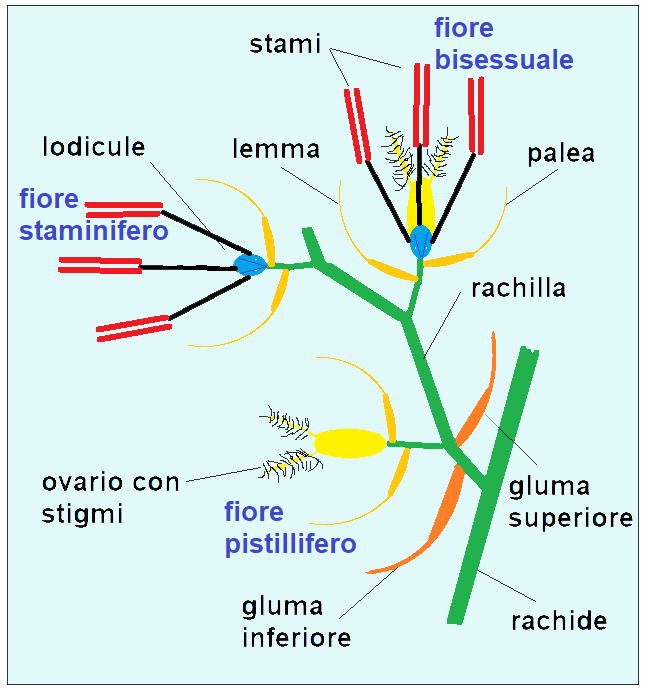
Spighetta generica con tre fiori diversi

Queste piante arrivano ad una altezza di 3 - 7 dm (massimo 100 cm). La forma biologica è terofita scaposa (T scap), ossia in generale sono piante erbacee che differiscono dalle altre forme biologiche poiché, essendo annuali, superano la stagione avversa sotto forma di seme e sono munite di asse fiorale eretto e spesso privo di foglie.

### Radici
Le radici sono per lo più fascicolate; a volte sono secondarie da rizoma.

### Fusto
I culmi sono cavi a sezione più o meno rotonda. Il portamento in genere è ascendente e robusto. La superficie è sparsamente pubescente. I nodi sono 2 - 5.

### Foglie
Le foglie lungo il culmo sono disposte in modo alterno, sono distiche e si originano dai vari nodi. Sono composte da una guaina, una ligula e una lamina. Le venature sono parallelinervie. Non sono presenti i pseudopiccioli e, nell'epidermide delle foglia, le papille.
- Guaina: la guaina è abbracciante il fusto e priva di auricole (o raramente auricolate); la superficie è pubescente-irta per forti setole patenti.
- Ligula: la ligula non è presente o è lunga 1 – 3 mm.
- Lamina: la lamina, pubescente, ha delle forme generalmente lineari e piatte. Dimensione delle foglie: larghezza 2 – 3 mm; lunghezza 5 – 30 cm.

### Infiorescenza
Infiorescenza principale (sinfiorescenza o semplicemente spiga): le infiorescenze, ascellari e terminali, in genere sono ramificate (2 - 6 rami per nodo) e sono formate da alcune spighette (1 - 4 per ramo) peduncolate ed hanno la forma di una pannocchia lineare con apice incurvato (alla fine è contratta e più o meno unilaterale). I rami sono scabri ed eretti). La fillotassi dell'inflorescenza inizialmente è a due livelli, anche se le successive ramificazioni la fa apparire a spirale. Dimensioni della pannocchia: larghezza 2 – 4 cm; lunghezza 5 – 10 cm.

### Spighetta
Infiorescenza secondaria (o spighetta): le spighette, lungamente pedicellate, compresse lateralmente, sottese da due brattee distiche e strettamente sovrapposte chiamate glume (inferiore e superiore), sono formate da 5 - 10 fiori. Possono essere presenti dei fiori sterili; in questo caso sono in posizione distale rispetto a quelli fertili. Alla base di ogni fiore sono presenti due brattee: la palea e il lemma. La disarticolazione avviene con la rottura della rachilla tra i fiori. Le spighette alla fruttificazione hanno un asse fragile. Dimensioni delle spighette: larghezza 4 – 6 mm; lunghezza 12 – 20 mm.
- Glume: le glume sono disuguali con rispettivamente 3 - 5 e 7 - 9 nervature. Lunghezza delle glume: inferiore 5 mm (la larghezza è metà di quella superiore); superiore 7 mm.
- Palea: la palea, glabra, è un profillo con alcune venature; è cigliata e liscia sui bordi.
- Lemma: i lemmi, con bordi arcuati, hanno una resta. Lunghezza del lemma 8 mm. Lunghezza della resta: 5 – 8 mm.

### Fiori
I fiori fertili sono attinomorfi formati da 3 verticilli: perianzio ridotto, androceo  e gineceo.
- Formula fiorale:[7]

*, P 2, A (1-)3(-6), G (2–3) supero, cariosside.
- Il perianzio è ridotto e formato da due lodicule, delle squame traslucide, poco visibili (forse relitto di un verticillo di 3 sepali). Le lodicule sono membranose e non vascolarizzate.
- L'androceo è composto da 3 stami ognuno con un breve filamento libero, una antera sagittata e due teche. Le antere sono basifisse con deiscenza laterale e sono lunghe 2 - 2,5 mm. Il polline è monoporato.
- Il gineceo è composto da 3-(2) carpelli connati formanti un ovario supero. L'ovario, pubescente all'apice, ha un solo loculo con un solo ovulo subapicale (o quasi basale). L'ovulo è anfitropo e semianatropo e tenuinucellato o crassinucellato. Lo stilo, che si origina dal lato abassiale dell'ovario, è breve con due stigmi papillosi e distinti.
- Fioritura: da maggio a luglio.

### Frutti
I frutti sono del tipo cariosside, ossia sono dei piccoli chicchi indeiscenti colorati di marrone scuro, con forme ovoidali, nei quali il pericarpo è formato da una sottile parete che circonda il singolo seme. In particolare il pericarpo è fuso al seme ed è aderente. L'endocarpo non è indurito e l'ilo è lungo e lineare. L'embrione è piccolo e provvisto di epiblasto ha un solo cotiledone altamente modificato (scutello senza fessura) in posizione laterale. I margini embrionali della foglia non si sovrappongono. I cariossidi alla fruttificazione sono sottili.

## Biologia
In generale nelle Poaceae la fecondazione avviene fondamentalmente tramite l'impollinazione dei fiori per via  anemogama. Gli stigmi piumosi sono una caratteristica importante per catturare meglio il polline aereo.
I semi cadendo a terra, dopo aver eventualmente percorso alcuni metri a causa del vento (dispersione anemocora) sono dispersi soprattutto da insetti tipo formiche (mirmecoria). In particolare i frutti di queste erbe possono sopravvivere al passaggio attraverso le budella dei mammiferi e possono essere trovati a germogliare nello sterco.

## Distribuzione e habitat

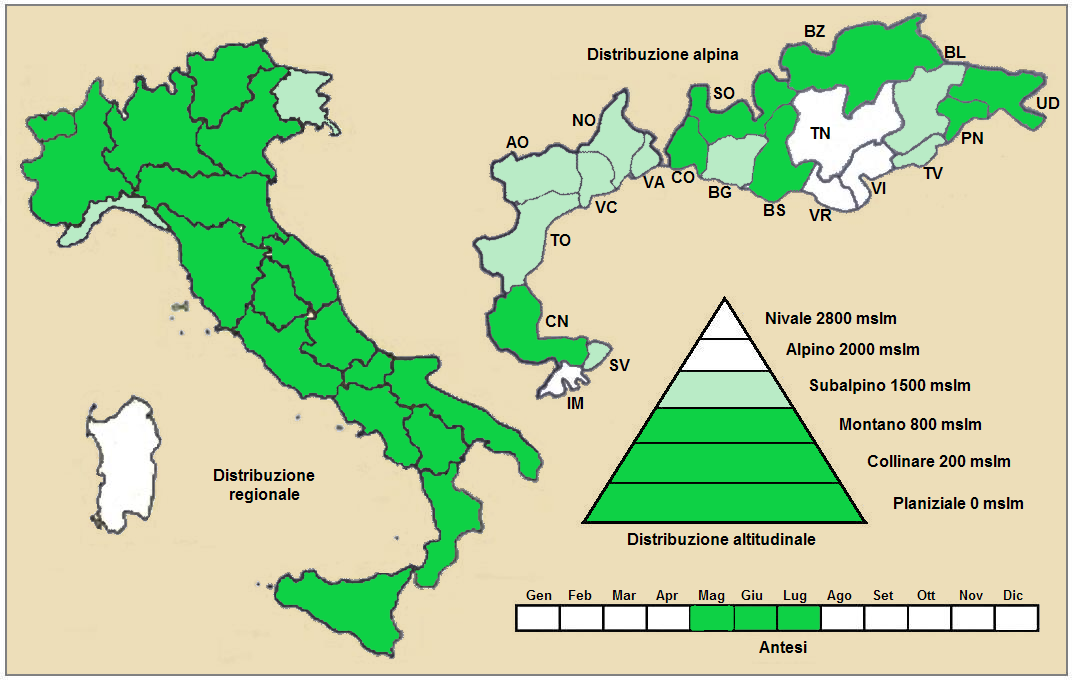
Distribuzione della pianta
(Distribuzione regionale – Distribuzione alpina)

- Geoelemento: il tipo corologico (area di origine) è Europeo-Caucasico.
- Distribuzione: in Italia è una specie rara e presente su tutto il territorio (Sardegna esclusa). Nelle Alpi ha una presenza discontinua. Fuori dall'Italia, sempre nelle Alpi, questa specie si trova in Francia (dipartimenti di Hautes-Alpes, Savoia e Alta Savoia), in Svizzera (cantoni Berna, Vallese e Grigioni), in Austria (Länder dell'Austria Inferiore) e Slovenia. Sugli altri rilievi europei collegati alle Alpi si trova nella Foresta Nera, Vosgi, Massiccio del Giura, Massiccio Centrale, Pirenei, Monti Balcani e Carpazi.[16] Nel resto dell'Europa e dell'areale del Mediterraneo questa specie si trova su tutto il continente europeo, nella Transcaucasia, in Anatolia e nel Magreb.[17]
- Habitat: gli habitat tipici per questa pianta sono i prati e praterie rase umide e aree palustri. Il substrato preferito è calcareo/siliceo ma anche siliceo con pH neutro, medi valori nutrizionali del terreno che deve essere umido.[16]
- Distribuzione altitudinale: sui rilievi queste piante si possono trovare fino a 1.200 m s.l.m. (da 2.700 a 4.400 m s.l.m. in Asia[13]); frequentano quindi i seguenti piani vegetazionali: collinare, montano e in parte quello subalpino (oltre a quello planiziale – a livello del mare).

### Fitosociologia

#### Areale alpino
Dal punto di vista fitosociologico alpino la specie di questa scheda appartiene alla seguente comunità vegetale:
- Formazione: comunità delle macro- e megaforbie terrestri
  - Classe: Molinio-Arrhenatheretea
    - Ordine: Molinietalia caeruleae
      - Alleanza: Calthion palustris

#### Areale italiano
Per l'areale completo italiano Bromus racemosus appartiene alla seguente comunità vegetale:
- Macrotipologia: vegetazione delle praterie.
  - Classe: Molinio-Arrhenatheretea Tüxen, 1937
    - Ordine: Molinietalia Caeruleae Koch, 1926
      - Alleanza: Calthion palustris Tüxen, 1937

Descrizione. L'alleanza Calthion palustris è relativa alle praterie (eutrofiche, falciate e pascolate) su terreni umidi (spesso inondati) con presenza soprattutto di comunità megaforbie igrofile (con dominanza di alte erbe a foglia larga). Areali tipici sono le pianure alluvionali o nei pressi delle sorgenti. I bioclimi (o termoptipi) variano da meso- a orotemperato inferiore. La distribuzione della cenosi è soprattutto centro-europea: area atlantica e subatlantica dell’Europea temperata e area alpina e caucasica nell’area mediterranea occidentale.
Specie presenti nell'associazione: Filipendula ulmaria, Carex acutiformis, Carex elata, Scirpus sylvaticus, Caltha palustris, Lysimachia vulgaris, Equisetum palustre, Chaerophyllum hirsutum, Epilobium hirsutum, Galium palustre, Deschampsia cespitosa, Cirsium palustre, Juncus effusus, Juncus conglomeratus, Angelica sylvestris, Lythrum salicaria, Valeriana officinalis, Selinum carvifolia, Valeriana dioica, Poa palustris, Poa trivialis, Ranunculus repens, Cirsium oleraceum, Cirsium rivulare, Crepis paludosa, Geum rivale, Cirsium heterophyllum, Myosotis palustris.

## Tassonomia
La famiglia delle Poacee comprende circa 800 generi e oltre 9.000 specie. È una delle famiglie più numerose e più importanti del gruppo delle monocotiledoni. La famiglia è suddivisa in 12 sottofamiglie, il genere Bromus fa parte della sottofamiglia Pooideae ed è l'unico genere della tribù Bromeae.

### Filogenesi
La tribù Bromeae fa parte della supertribù Triticodae T.D. Macfarl. & L. Watson, 1982. La supertribù Triticodae comprende tre tribù: Littledaleeae, Hordeeae e Bromeae. All'interno della supertribù, la tribù Bromeae forma un "gruppo fratello" con la tribù Hordeeae.
I Bromus della flora spontanea italiana sono suddivisi in tre gruppi distinti: Festucaria G. et G., Anisantha Koch e Bromus s.s. La specie di questa voce appartiene al gruppo Bromus s.s. Il ciclo biologico delle piante di questo gruppo è annuo con un aspetto molto diverso dalle specie del genere Festuca. A maturità le spighette si restringono all'apice ed hanno delle reste caratteristiche (allargate). Le nervature delle due glume (con forme ovate lunghe 3,5 – 9 mm) sono diverse: quella inferiore ha 3 nervature; quella superiore è 7 - 9 nervature. La resta dei lemmi (con forme ovato-lanceolate) è dorsale.
Il numero cromosomico delle specie B. racemosus è: 2n = 14, 28 e 56.

### Sottospecie
Per la specie di questa voce è indicate una sottospecie (non sempre riconosciuta da altre checklist).
- Bromus racemosus subsp. lusitanicus (Sales & P. M. Sm.) H. Scholz & Spalton, 2006 - Distribuzione: Portogallo, Germania, Penisola Balcanica, Transcaucasia e Anatolia.

### Sinonimi
Questa entità ha avuto nel tempo diverse nomenclature. L'elenco seguente indica alcuni tra i sinonimi più frequenti:
- Bromus agrarius Hornung ex Steud.
- Bromus arduennensis var. hirsutus (Davr.) Asch. & Graebn.
- Bromus arvensis var. racemosus (L.) Neilr.
- Bromus elongatus var. pubescens Lej.
- Bromus hordeaceus var. glabrescens (Coss.) Shear
- Bromus hordeaceus f. leiostachys (Hartm.) Hyl.
- Bromus hordeaceus f. leptostachys (Pers.) Wiegand
- Bromus hordeaceus var. leptostachys (Pers.) Beck
- Bromus hordeaceus var. racemosus (L.) Fiori
- Bromus leptostachys (Pers.) Steud.
- Bromus lusitanicus Sales & P.M.Sm.
- Bromus mollis var. glabrescens Coss.
- Bromus mollis f. leiostachys (Hartm.) Fernald
- Bromus mollis var. leiostachys Hartm.
- Bromus mollis f. leptostachys (Pers.) Neuman
- Bromus mollis var. leptostachys Pers.
- Bromus mollis var. racemosus (L.) Fiori
- Bromus multiflorus Roth
- Bromus racemosus f. brachystachys (Schur) Todor
- Bromus racemosus var. brachystachys Schur
- Bromus racemosus subsp. lusitanicus (Sales & P.M.Sm.) H.Scholz & Spalton
- Bromus racemosus var. major Mutel
- Bromus racemosus var. monostachys Godet
- Bromus racemosus var. pratensis Döll
- Bromus racemosus f. pratorum (Schur) Todor
- Bromus racemosus var. pratorum Schur
- Bromus racemosus var. ramosus Peterm.
- Bromus racemosus var. simplex Sond.
- Bromus racemosus var. submuticus Celak.
- Bromus racemosus var. subpaniculatus St.-Amans
- Bromus racemosus var. subsecalinus Parn.
- Bromus racemosus var. tenuis Waisb.
- Bromus squarrosus var. racemosus (L.) Regel
- Bromus supernovus H.Scholz
- Bromus tuzsonii Pénzes
- Forasaccus racemosus (L.) Bubani
- Michelaria hirsuta Davr.
- Serrafalcus racemosus (L.) Parl.
- Serrafalcus velutinus Parl.